# Rondżeku
Rondżeku (perski: رنجكو) – wieś w Iranie, w ostanie Fars. W 2006 roku  liczyła 161 mieszkańców w 33 rodzinach.